# Héctor Costantino Rodríguez
Héctor Constantino Rodríguez es un abogado y político argentino, miembro de la Unión Cívica Radical, que ocupó diversos cargos públicos. Durante la presidencia de Fernando de la Rúa fue Secretario Legal y Técnico de la Presidencia de la Nación y titular de la Administración Federal de Ingresos Públicos.

## Biografía
Estudió abogacía en la Facultad de Derecho de la Universidad de Buenos Aires, especializándose en administración pública.
En 1964 inició su carrera en la Dirección General Impositiva, donde se desempeñó hasta 1985, llegando a ocupar cargos como el de director de Administración y director de Estudios. En 1986 fue designado al frente de la Sindicatura General de Empresas Públicas por el presidente Raúl Alfonsín.
En marzo de 1993 fue designado auditor de la Auditoría General de la Nación (AGN) en representación del Senado de la Nación, desempeñándose hasta diciembre de 1999 cuando fue nombrado Secretario Legal y Técnico de la Presidencia de la Nación Argentina por Fernando de la Rúa.
Mientras se encontraba en la AGN, entre octubre de 1996 y julio de 1997 fue Síndico General de la Ciudad Autónoma de Buenos Aires ad honorem brindando asistencia técnica para la organización de la Sindicatura porteña.
Ocupó el cargo de Secretario de Legal y Técnica hasta junio de 2000, cuando fue designado al frente de la Administración Federal de Ingresos Públicos (AFIP), dejando dicho organismo en agosto de 2001. Posteriormente fue designado Secretario de Gabinete y Modernización del Estado de la Jefatura de Gabinete de Ministros. Dejó el cargo tras la renuncia de De la Rúa a la presidencia.
En el ámbito académico, ha sido rector del Instituto de Estudios de las Finanzas Públicas Argentinas (IEFPA), docente y director de especializaciones y maestrías en universidades públicas, y docente en la Facultad Latinoamericana de Ciencias Sociales (FLACSO).